# Gebrüder Rieche
Das Unternehmen Gebr. Rieche, Hannover, Fabrik historischer Zinnsoldaten war eine im 19. Jahrhundert begründete Fabrik für historisierende Figuren aus Zinn. Sitz der Firma war die Osterstraße im hannoverschen (heutigen) Stadtteil Mitte.

## Geschichte
Das Unternehmen wurde 1866 durch den Zinngießer-Meister und Unternehmer Ludwig August Rieche in Hannover begründet, dessen Werke sich unter anderem im Historischen Museum Hannover finden. Bis 1903 firmierte das Unternehmen auch als „August Rieche und Sohn“.
Ab dem Jahr 1903 folgten Rieches Söhne Ernst, August und Franz (1880–1939) als Firmeninhaber. Franz war bis zu seinem Tode Zeichner und Graveur von Zinnfiguren des Unternehmens, das üblicherweise in der „Norddeutschen Größe“ produzierte. Vorlagen für die Figuren lieferten oft Illustrationen oder historische Gemälde. Als Spielzeug entsprachen die Figuren nicht unbedingt genau den historischen Vorlagen, erst ab 1918 „wurde zunehmend Wert gelegt auf eine geschichtlich genaue Gravur der Figuren“.
In der Zeit der Weimarer Republik übernahm Walter Beißner die Firma. Leopold Rieche (ca. 1903 bis 18. Juni 1963, Sohn von Zinngiesser Heinrich Rieche (1866–1906) und damit Enkel von August Ludwig Rieche) war zu dieser Zeit ein bedeutender Maler von Zinnfiguren.
Zur Zeit des Nationalsozialismus hatte die Firma „Gebr. Rieche, Inhaber Walter Beissner“ 1935 ihren Sitz in der Osterstraße 54 und 76.
In den 1940er Jahren wurde das traditionsreiche Familienunternehmen mit Sitz in der Osterstraße bereits in der dritten Generation geführt als „Gebr. Rieche, Hannover, Fabrik historischer Zinnsoldaten“. Durch die Luftangriffe auf Hannover im Zweiten Weltkrieg wurde die Firma zerstört.

## Marken
Es sind verschiedene Marken des Unternehmens bekannt, davon mehrere mit dem stilisierten Wappenbild der Stadt Hannover, dem dreiblättrigen Kleeblatt. Das Unternehmen produzierte nicht ausschließlich Zinnfiguren; der Schriftzug „Gebr. Rieche, Hannover“ fand sich beispielsweise auch auf Produkten von Villeroy & Boch.

## Namensvarianten
Neben den oben angegebenen Firmennamen sind weitere bekannt, etwa Gebr. Rieche Zinnwaren-Fabrik (ab 1903); Gebr. Rieche Zinngießerei Gravieranstalt sowie Gebr. Rieche Fabrik Historischer Zinnfiguren (ab 1929).